# Хуайкхакхэнг
Резерват дикой природы Хуайкхакхэнг (тайск. เขตรักษาพันธุ์สัตว์ป่าห้วยขาแข้ง) — природоохранная зона в западной части Таиланда. Располагается на территории провинций Канчанабури, Так и Утхайтхани, занимает площадь 257 464 га.
Резерват площадью 1 019 375 рай был создан 4 сентября 1972 года, но затем два раза расширялся — 21 мая 1986 года до 1 609 150 рай и 30 декабря 1992 года до 1 737 587 рай. В 1991 году резерват вошёл в список объектов Всемирного наследия ЮНЕСКО совместно с расположенным рядом резерватом Тхунгъяй.